# Kevin Sostarits
Kevin Sostarits (* 13. März 2002) ist ein österreichischer Fußballspieler.

## Karriere

### Verein
Sostarits begann seine Karriere beim Floridsdorfer AC. Zur Saison 2016/17 wechselte er in die Akademie des FC Admira Wacker Mödling, in der er fortan sämtliche Altersstufen durchlief. Im August 2019 kam er gegen den ASV Draßburg zu seinem ersten Einsatz für die Amateure der Admira in Regionalliga. Bis zum Saisonabbruch absolvierte er zehn Spiele für Admira II in der dritthöchsten Spielklasse.
Zur Saison 2020/21 wurde er an den Zweitligisten Floridsdorfer AC verliehen, bei dem er einst seine Karriere begonnen hatte. Sein Debüt in der 2. Liga gab er im September 2020, als er am zweiten Spieltag jener Saison gegen den FC Wacker Innsbruck in der 73. Minute für Lukas Skrivanek eingewechselt wurde. Bis zum Ende der Leihe kam er zu 19 Zweitligaeinsätzen für die Wiener.
Zur Saison 2021/22 kehrte er dann wieder zur Reserve der Admira zurück. Für diese kam er in jener Saison zu 20 Regionalligaeinsätzen. Zur Saison 2022/23 wurde er ein zweites Mal in die 2. Liga verliehen, diesmal an den SK Vorwärts Steyr. Während der Leihe kam er zu 22 Zweitligaeinsätzen für Steyr. Mit Vorwärts stieg er allerdings zu Saisonende aus der 2. Liga ab. Zur Admira kehrte er nicht mehr zurück, nach einem halben Jahr ohne Klub wechselte er im Jänner 2024 zum Regionalligisten SR Donaufeld Wien.

### Nationalmannschaft
Sostarits spielte im Juni 2017 erstmals für eine österreichische Jugendnationalauswahl. Im September 2018 debütierte er gegen Zypern für die österreichische U-17-Auswahl. Mit dieser nahm er 2019 auch an der EM teil. Bei dieser kam er zu einem Einsatz, mit Österreich schied er jedoch punktelos als Letzter der Gruppe D in der Vorrunde aus.
Im September 2019 spielte er gegen Irland erstmals für das U-18-Team.